# Raoul Toché
François-Frédéric-Raoul Toché, né le 7 octobre 1850 à Rueil et mort le 18 janvier 1895 à Coye-la-Forêt (Oise), est un auteur dramatique et journaliste français.

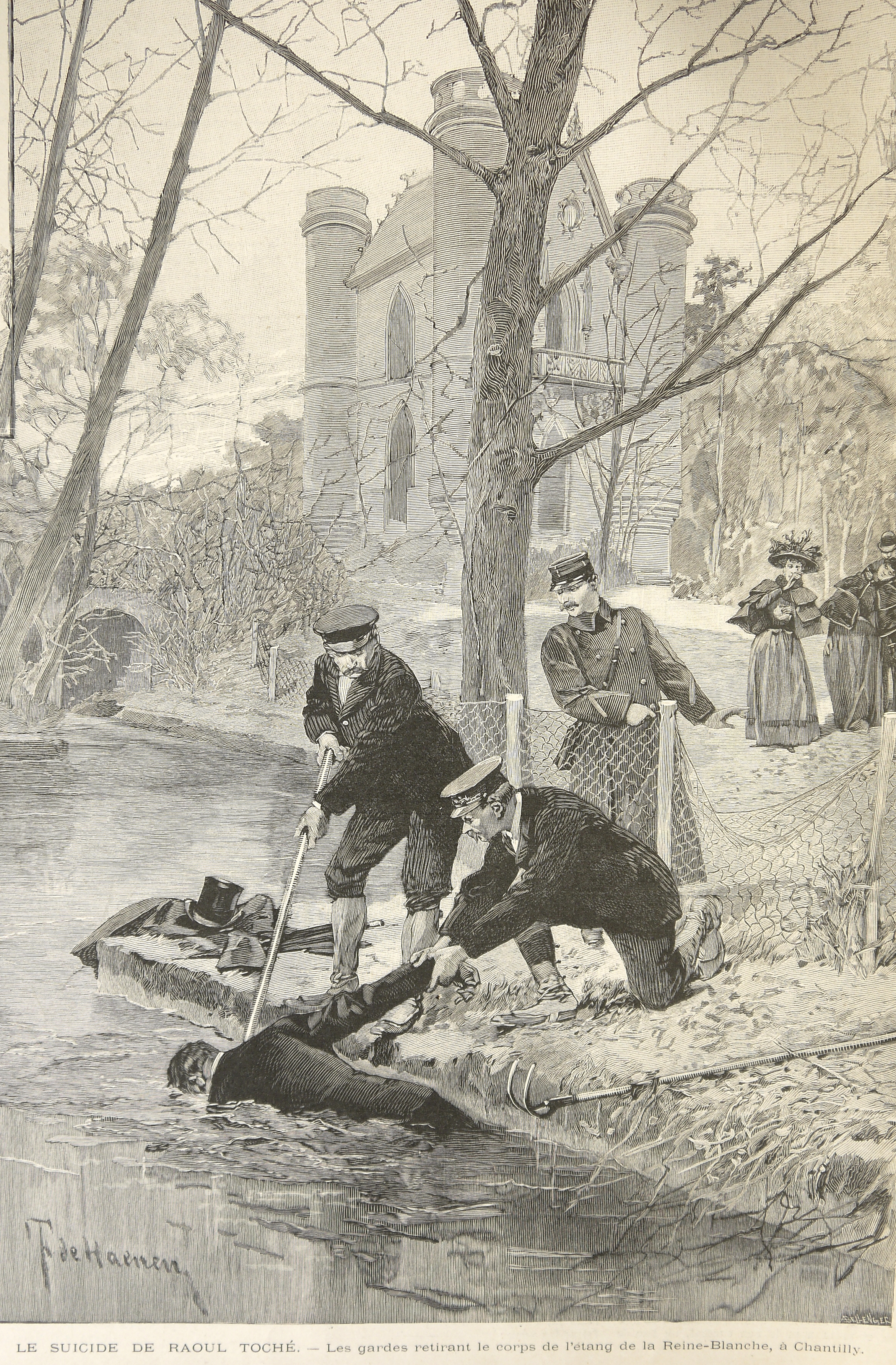
Gravure par Frédéric de Haenen parue dans L'Illustration, no 2709 du 26 janvier 1895.

## Biographie
Collaborateur de plusieurs journaux comme Le Gaulois, il écrit également sous les pseudonymes de Frimousse, Escopette, Raoul Tavel et Robert Triel. 
Il épouse le 6 septembre 1890 à Croissy-sur-Seine une créole d'Haïti, Anne Justine Angèle Delva de Dalmarie. Deux de leurs témoins sont des hommes de lettres alors en vogue : le vaudevilliste Ernest Blum et le journaliste Hector Pessard.
Le 18 janvier 1895, il se serait donné la mort par arme à feu sur les rives de l'étang de la Reine Blanche à Chantilly. Il avait envoyé la veille une lettre à sa femme, lui précisant l'endroit où son corps sera retrouvé. Un importante dette de jeu serait la cause de cet acte désespéré.

## Œuvres

### Théâtre
- 1880 : Belle Lurette, opéra-comique en 3 actes de Blau, Toché et Blum, musique de Jacques Offenbach et Léo Delibes, théâtre de la Renaissance (30 octobre)
- 1887 : La femme de chambre argonienne, romance en 7 actes
- 1892 : Madame l'Amirale, féerie en 5 actes écrite avec Ernest Blum, création le 17 septembre 1892, Châtelet[5].

## Décorations
Chevalier de la Légion d'honneur en 1894 en qualité d'auteur dramatique.